# Горняков, Сергей Васильевич
Сергей Васильевич Горняков (род. 5 января 1966, Волгоград) — российский политик, сенатор Российской Федерации (с 2019), представитель от законодательного органа государственной власти Волгоградской области, член Комитета Совета Федерации по социальной политике.
Из-за поддержки нарушения территориальной целостности Украины во время российско-украинской войны находится под персональными международными санкциями Евросоюза, США, Великобритании и ряда других стран.

## Биография
Сергей Васильевич Горняков родился в Волгограде, 5 января 1966 года. В детстве увлекался занятиями спортом. Отслужил срочную службу в Советской Армии. В 2001 году получил диплом о высшем юридическом образовании, окончил Волгоградский государственный университет.
Начал свой трудовой путь с должности газоэлектросварщика на Урюпинском заводе «Сельхоззапчасть».
После демобилизации работал водителем участка № 3 специализированного монтажно-эксплуатационного УГАИ. Затем старшим инспектором дорожно-патрульной службы отдела внутренних дел Урюпинского района.
После увольнения из правоохранительных органов занял должность Главы городского округа город Урюпинск — председателя Урюпинской городской думы.
Занимался предпринимательской деятельностью, был председателем совета директоров ОАО «Хоперская упаковка».
На выборах депутатов Волгоградской областной Думы V созыва, 14 сентября 2014 года, был избран в депутаты по Урюпинскому одномандатному избирательному округу № 1. Был избран заместителем председателя Волгоградской областной думы, а также председателем комитета Волгоградской областной думы по государственному строительству, местному самоуправлению и развитию территорий на профессиональной постоянной основе.
Член партии «Единая Россия». Избран секретарём регионального политсовета в 2014 году. Через два года избран в Генеральный совет партии. В декабре 2016 года на отчётно-выборной партийной конференции переизбран Секретарём регионального отделения Партии.
В октябре 2019 года был делегирован от законодательного органа власти Волгоградской области в Совет Федерации.
Женат. Воспитывает дочь.

## Награды
- Медаль ордена «За заслуги перед Отечеством» II степени (6 июня 2023) — за вклад в развитие парламентаризма, активную законотворческую деятельность и многолетнюю добросовестную работу[9]